# Александр (Муфаридж)
Епи́скоп Алекса́ндр (англ. Bishop Alexander, араб. الأسقف ألكسندر‎, в миру Рафик Муфаридж, англ. Rafeek Mufarrij, араб. رفيق مفرّج‎; род. 2 января 1956, Ливан) — епископ Антиохийской православной церкви, епископ Оттавский, Восточной Канады и Верхнего Нью-Йорка

## Биография
Родился в 1956 году в северном Ливане в православной семье. Учился в Триполийской мужской школе. После успешной сдачи I и II экзаменов «бакалавриата» поступил в Американский университет в Бейруте. Опустошительная война в Ливане помешала ему продолжить свое образование, и в 1976 году он покинул свою родную страну и овдовевшую мать, чтобы продолжить свое образование в США.
Продолжил обучение в США в Университете Северного-Техаса. Изучал биологию с намерением стать дантистом, но вскоре выяснилось, что шансы изучать стоматологию для нерезидента невелики, когда стоматологические школы начали сообщать ему, что их приоритеты были для жителей штата. Получив степень бакалавра искусств в декабре 1978 года без какой-либо непосредственной перспективы поступления в стоматологическую школу, он поступил в январе следующего года и в том же университете в магистратуру делового администрирования с акцентом на административное управление. Два года спустя он окончил программу степень бакалавра делового администрирования и вернулся в охваченный войной Ливан, чтобы жить и работать. Возвратился в Ливан, где до 1985 года работал в компании по импорту производственного сырья.
В 1981—1985 годы проживая в Западном Бейруте в сложных условиях продолжавшиеся гражданской войны, работая в компании, которая импортировала сырьё для ряда заводов как в Ливане, так и в Саудовской Аравии. Когда надежды на мир в Ливане в то время угасли, он, приехав октябре 1985 года в США, решил остаться там на постоянное место жительства и с помощью родственника смог найти работу в Больнице принца Георгия под Вашингтоном, куда он устроился работал менеджером по снабжению, также спонсировала его заявление на получение американской грин-карты. Его работа в больнице принца Георгия длилась восемь лет, после чего он работал в компании, которая экспортировала медицинские товары на Ближний Восток. В 1995 году он был нанят компанией «Féderàted Stores» для работы в качестве торгового партнёра Bloomingdale’s в Роквилле, штат Мэриленд.
Всю свою жизнь он любил церковь и был близок к священству. Будучи в Роквилле, он обратился к Антиохийскому митрополиту Америки Филиппу (Салибе), испрашивая благословления для поступления в духовную семинарию. В мае 1997 года пришёл положительный ответ с направлением его в Свято-Владимирскую духовную семинарию в Крествуде, штат Нью-Йорк. Во время последнего семестра в семинарии он был рукоположён в сан диакона 9 января 2000 года и в сан священника 9 апреля 2000 года.
В мае 2000 года окончил Свято-Владимирскую духовную семинарию, защитив диссертацию «Патриарший кризис в Антиохийском престоле и избрание Мелатия Думани: причины, основные события и результаты, 1891—1899 гг.». В июне того же года он был назначен настоятелем Антиохийской православной церкви Святой Марии в Хант-Вэлли, штат Мэриленд.
17 июля 2004 года на генеральной ассамблее Антиохийской Архиепископии, состоявшейся в Питтсбурге, штат Пенсильвания, выдвинут в числе 7 кандидатов на занятие 3 вакантных кафедр. 4 июля 2004 был пострижен в монашество с наречением имени Александр в честь святителя Александра, архиепископа Константинпольского, после чего был возведён в сан архимандрита. 28 октябре 2004 года Архиерейским Синодом Американской архиепископии Антиохийского Патриархата был официально избран на должность епископа Оттавского, Восточно-Канадского и Верхне-Нью-Йоркского.
5 декабря того же года в Патриаршем соборе в Дамаске, Сирия, хиротонисан во епископа Оттавского, Восточно-Канадского и Верхне-Нью-Йоркского. Хиротонию совершили: патриарх Антиохийский Игнатий IV, митрополит Триполийский Илия (Курбан), митрополит Захлийский Спиридон (Хури), митрополит Бейрутский Илия (Ауди), митрополит Аккарский Павел (Бандали), митрополит Хамаский Илия (Салиба), митрополит Тирский и Сидонский Илия (Кфури), митрополит Хомский Георгий (Абу-Захам), епископ Тартусский Василий (Мансур), епископ Дарайский Моисей (Хури), епископ Сейднайский Лука (Хури), епископ Каррский Гаттас (Хазим), епископ Майамский Антоний (Хури). 12 июня 2005 года в Ильинском соборе в Оттаве состоялась его интронизация.
C 6 по 25 июня 2007 года совершил паломничества по святыням Москвы, Санкт-Петербурга и Новгорода, а 10 июня вместе с 75 архиереями сослужил Патриарху Алексию II.